# 라 로사 데 과달루페
《라 로사 데 과달루페》(스페인어: La rosa de Guadalupe)는 멕시코의 앤솔러지 텔레비전 프로그램이다.